# Папа Гує
Папа́ Гуйє́ (фр. Papa Gueye; нар. 7 червня 1984, Дакар, Сенегал) — сенегальський футболіст, центральний захисник.

## Клубна кар'єра
Виріс у родині директора школи та викладачки. Розпочав грати у футбол у 6 років, відвідуючи футбольний гурток при школі. У 1999 році вступив до футбольної школи.

### «Дуан»
Починав кар'єру у клубі «Дуан» із Дакару. На початку професійної кар'єри тренери використовували його на різних позиціях, зокрема нападника й півзахисника. Цей клуб був доволі успішним у Сенегалі, але у визначних матчах Гуйє участі не брав.

### «Волинь»
У другій частині сезону 2004/05 років став гравцем українського клубу «Волинь». До кінця сезону він зіграв 12 матчів, а наступного сезону — 15 матчів. Усього в чемпіонаті України зіграв 27 матчів, але не зміг відзначитися голами. За весь час не отримав жовтих та червоних карток. У 2006 році покинув луцький клуб.

### «Металіст»
У «Металісті» починав як опорний півзахисник, але з часом закріпився на позиції центрального захисника. За перший сезон зіграв 24 матчі й забив 1 гол, отримав першу за свою кар'єру в Україні жовту картку. Став одним із найкращих захисників України 2007 року за версією вболівальників. За підсумками 2008 року був визнаний уболівальниками України найкращим легіонером чемпіонату. Дістався разом із клубом 1/4 фіналу Ліги Європи, а згодом узяв і срібло УПЛ. 2015 року сенегалець покинув «Металіст», але посів 9-е місце серед гравців із найбільшою кількістю ігор в історії клубу.

### «Дніпро»
Навесні 2015 року перейшов до «Дніпра». Дебютував у 17 турі чемпіонату, а згодом став залучатися до ігор у Лізі Європи. Улітку 2016 року покинув команду. Після виступів у «Дніпрі» в Гуйє залишилися ненайкращі спогади:
|  | Я втомився від напруги. Нам майже рік не платили зарплату і постійно щось обіцяли. Мене сильно пригнічувала ця ситуація, тому було неможливо нормально працювати. |

### Подальша кар'єра
У серпні 2016 року підписав контракт із російським клубом «Ростов». У складі ростовської команди не зміг стати гравцем основного складу і вже взимку її залишив.
У лютому 2017 року на правах вільного агента приєднався до казахстанського «Актобе», залишив команду у червні того ж року після завершення контракту, який вирішено не продовжувати. Провів 11 ігор, один раз був визнаний найкращим гравцем матчу (проти «Тараза») і отримав одну червону картку. На початку 2018 року, аби підтримати форму, тренувався з київським «Динамо».
У жовтні 2018 року повернувся до чемпіонату України, уклавши контракт із львівськими «Карпатами». Дебютував 10 листопада у виїзному матчі 15 туру чемпіонату України проти луганської «Зорі» (1:2), замінивши на 89-й хвилині матчу Франсіско Ді Франко. 1 грудня в матчі проти київського «Арсеналу» (1:1) забив гол у свої ворота.
29 липня офіційно став гравцем «Дніпра-1». За сезон 2019/20 Папа записав до свого активу 13 матчів у Прем'єр-лізі та 1 — у Кубку України, після чого покинув клуб у статусі вільного агента.
12 жовтня 2020 року Гує підписав угоду з друголіговим клубом «Метал» (Харків). У липні 2021 року завершив ігрову кар'єру.

## Кар'єра у збірній
У жовтні 2009 року був викликаний до збірної Сенегалу на товариський матч зі збірною Кореї.
У серпні 2010 року головний тренер збірної України Мирон Маркевич заявив, що хотів би ввести Папу до складу своєї команди, а сам Папа відмовився виступати за Сенегал, і залишалося тільки оформити йому українське громадянство, що, на думку Маркевича, було «справою часу». Але Гуйє так і не отримав український паспорт.
На початку 2012 року Папа Гуйє був викликаний у національну збірну Сенегалу. Загалом за «левів терангі» Гує того року зіграв у 5 матчах, а також був учасником Олімпійських ігор 2012 року, зігравши чотири гри за олімпійську збірну.

## Досягнення
«Дуан»:
- Бронзовий призер чемпіонату Сенегалу: 2003
- Володар Кубка Сенегалу (2): 2003, 2004
- Срібний призер чемпіонату Сенегалу: 2004

 «Металіст»:
- Срібний призер чемпіонату України: 2012/13
- Бронзовий призер чемпіонату України (7): 2006/07, 2007/08, 2008/09, 2009/10, 2010/11, 2011/12, 2013/14

 «Дніпро»:
- Бронзовий призер чемпіонату України: 2015/16

## Статистика виступів в Україні
| Сезон     | Клуб                | Ліга      | Чемпіонат | Чемпіонат | Кубок | Кубок |
| Сезон     | Клуб                | Ліга      | Ігри      | Голи      | Ігри  | Голи  |
| --------- | ------------------- | --------- | --------- | --------- | ----- | ----- |
| 2004—2005 | «Волинь» (Луцьк)    | Вища ліга | 12        | 0         | 0     | 0     |
| 2005—2006 | «Волинь» (Луцьк)    | Вища ліга | 15        | 0         | 1     | 0     |
| 2006—2007 | «Металіст» (Харків) | Вища ліга | 24        | 1         | 6     | 0     |
| 2007—2008 | «Металіст» (Харків) | Вища ліга | 29        | 0         | 1     | 0     |
| 2008—2009 | «Металіст» (Харків) | Вища ліга | 25        | 0         | 3     | 0     |
| 2009—2010 | «Металіст» (Харків) | Вища ліга | 30        | 2         | 1     | 0     |
| 2010—2011 | «Металіст» (Харків) | Вища ліга | 20        | 1         | 0     | 0     |
| 2011—2012 | «Металіст» (Харків) | Вища ліга | 24        | 0         | 0     | 0     |
| 2012—2013 | «Металіст» (Харків) | Вища ліга | 25        | 0         | 0     | 0     |
| 2013—2014 | «Металіст» (Харків) | Вища ліга | 29        | 1         | 3     | 0     |
| 2014—2015 | «Металіст» (Харків) | Вища ліга | 16        | 0         | 4     | 0     |
| 2015—2016 | «Дніпро» (Дніпро)   | Вища ліга | 22        | 0         | 5     | 0     |
| 2018—2019 | «Карпати» (Львів)   | Вища ліга | 7         | 0         | 1     | 0     |
| 2019—2020 | «Дніпро-1» (Дніпро) | Вища ліга | 13        | 0         | 1     | 0     |

## Галерея

Графіті в Харкові
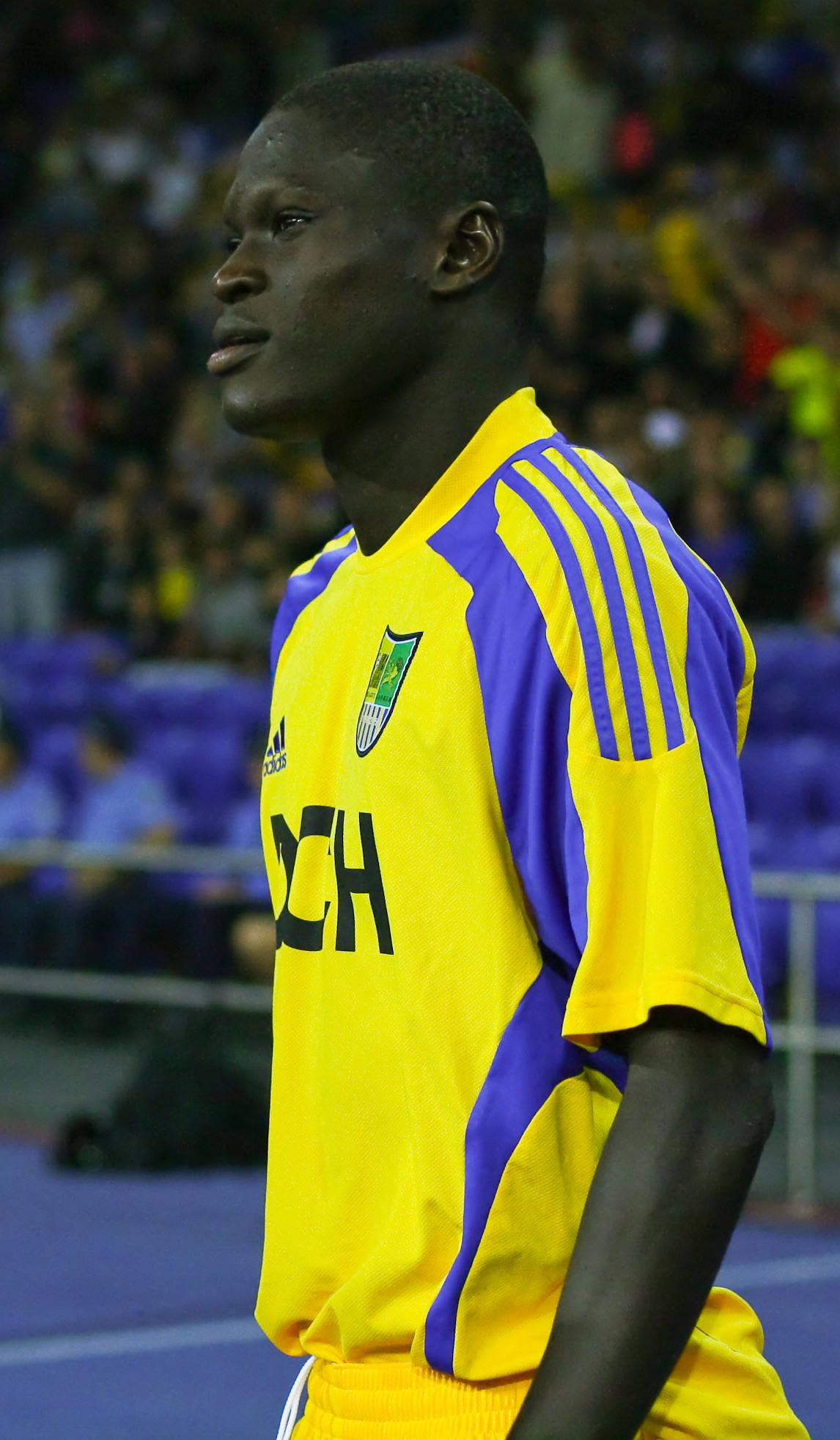